# 東金囃子
東金囃子（とうがねばやし）は千葉県東金市の日吉神社連合祭典 (古くは山王祭、水祭ともよばれる) などで演奏される祭囃子。
- 東金ばやし
- 東金囃子

東金市を代表する民俗芸能であり、市中を巡行する山車・屋形の上で各区の下座連によって演奏される。1963年（昭和38年）5月4日に千葉県の無形民俗文化財に「東金ばやし」として指定された。

## 概要
千葉県東金市大豆谷にある日吉神社では、隔年ごとの旧暦六月（現七月）の二日間、例祭が行われ、その起源は江戸時代初期、寛文３年（1663年）といわれる。この祭礼で演奏されるのが、東金ばやしである。
東金ばやしは日吉神社連合祭典に参加する9つの地区（大豆谷、臺方、上宿、谷、岩崎、新宿、堀上、川場、押堀）それぞれで継承されており、各区を代表して昭和３８年に岩崎区の東金ばやし保存会い若会が保持団体として県の無形文化財に指定されている。次いで昭和４８年には押堀区の雷囃子保存会が、押堀区に伝承される「雷ばやし」も東金ばやしの中に含まれるとして追加指定された。昭和５２年には東金ばやしを基調とする新宿区の新宿囃子が市の無形民俗文化財に指定された。
音楽的には歌舞伎下座音楽の影響を強く受けており、お囃子の演奏集団である「下座連（ゲザレン）」は「地方（ジカタ）」や「下方（シタカタ）」と呼ばれる奏者11名前後で構成され、三味線や能管などの楽器が用いられる。曲によっては唄付きの楽曲も存在する。
明治期に東金に逗留していた五代目芳村伊三郎が従来の曲を長唄風に編曲したことで現在の形となった。佐原囃子や木更津ばやし、平群囃子などの同県内の著名な祭囃子とは異なる特徴的な旋律を有する。
平成の「天皇陛下御即位奉祝行事」「天皇陛下御即位十年をお祝いする国民祭典」「天皇陛下御即位二十年をお祝いする国民祭典」「天皇陛下御即三十年をお祝いする国民祭典」、令和の「天皇陛下御即位をお祝いする国民祭典」に岩崎区の山車ともに出演した。

## 構成

### 楽曲
東金ばやしは次の4つの曲を基調としている

#### 四丁目（シチョウメ、シチョメ）
「四調目」や「仕丁目」と書く記録もある。４曲のうち最も壮重で儀礼的な曲で、笛は能管が用いられる。神社に入る時、各町の神社前を通過する時、山車や屋台が向かい合った時、雄蛇ヶ池に対する時に演奏され、敬意を表する意味を持つ。

#### 通り囃子（トオリバヤシ）
別名「東金囃子」。山車・屋形の曳行中に演奏される。笛は能管を用いる。山車・屋形が他区を通過する際には前述の四丁目とこの曲を演奏することが求められた。

#### 馬鹿囃子（バカバヤシ）
悪路や先を急ぐときに演奏されるテンポの速い曲。笛は篠笛を用いる。場化ばやし、場固めばやしとも伝わる。

#### 雷囃子（ライバヤシ）
押堀区にのみ伝わる曲で前述の四丁目に似る。別名「押堀囃子」。笛は能管を用いる。大旱魃にみまわれた折、竜ケ崎の龍神に祈願したところ大雨が降り、豊作となったことに感謝を表し作曲された。
上記4曲の他にも各地区で広く演奏される「大漁節」や「通し囃子（亀の子）」「中山」の他、「い若囃子」「青と囃子」「五十瀬囃子」などの各地区独自の曲や、下座音楽由来の曲（「なんたら」「竹に雀（たけす）」「かごまち」「おんこと」）、「東金小唄」などの地元民謡や、周辺地域の獅子舞・鞨鼓舞の曲のほか、「鎌倉」や「岡崎」、佐原囃子の楽曲など他の地域の曲を取り入れている地区もある。

### 楽器
東金ばやしで用いられる楽器は以下のとおり。能楽囃子の四拍子に、大胴と長唄三味線を加えた六拍子の楽器によって演奏される。鳴物は長唄囃子望月流系統。三味線は成立経緯から鑑みて元来は芳村派系と思われるが、昭和中期以降は杵屋六三郎派系の三味線方が務めており、現在は民謡系も包摂している。
- 篠笛　…1名～複数　三～四本調子が主流。
- 横笛（オオテキ）　…1名～複数　能管の当地での呼称。
- 締太鼓　…3～4名
- 大胴（オオド）　…1名
- 小鼓　…1名～複数
- 大鼓（オオカワ）　…1名～複数
- 三味線　…1名～複数　長唄で用いる細棹三味線を使用
- 鉦　…1名　一部の地区でのみ使用されている。